# فالميكي
يُعرف فالميكي (Valmiki) (باللغة السنسكريتية:)،वाल्मीकि, vālmīki) (الذي عاش خلال عصر اللورد راما) بالشاعر المُنذر في الأدب السنسكريتي. وهو مؤلف الملحة الشعرية رامايانا (Ramayana). تم تكريمه بإعطائه لقب آدي كافي، التي تعني الشاعر الأول، وذلك لأنه صاغ أول شلوكا (śloka) آي إي. أول بيت شعري ملحمي الذي يُعد حجر الأساس في تحديد شكل الشعر السنسكريتي.
مع بداية القرن الأول الميلادي، اشتهر فالميكي وذاع صيته كمؤسس الشعر السنسكريتي الكلاسيكي. كتب الشاعر والفليسوف الهندي آشفاجوشا (Ashvagosha) قصائده على طريقة اسلوب القصيدة الملحمية بودهاكاريتا: (Buddhacarita)
«صوت فالميكي وهو يُلقي الشعر لم يستطع العرّاب العظيم تشيافانا (Chyavana) تلحينه»
يظهر هذا البيت الشعري العلاقة الوثيقة بين فالميكي وتشيافانا، وينطبق ذلك أيضًا على الأبيات اللاحقة والتالية.

## فترة الطفولة
فالميكي هو ابن سومالي (Sumali). وُلد المعلم الروحاني، الشاعر الحكيم والعراب العظيم مهاريشي (Maharishi) فالميكي في الأسرة التي تنتمي إلى قبيلة كولي/بهيلي (Koli/Bhil family). كان اسمه عند الولادة (الأصلي) راتناكارا (Ratnakara). لكن يظل عامل الثقة في مصادر هذه المعلومات موضع شك وتساؤل. عندما رحل الجميع إلى الجنوب أخد سومالي فالميكي وزوجته وانتقل بالقرب من ساحل نهر فيباسا (شمال الهند). روى كتاب اوتارا كاندا (Uttara Khanda) قصة حياة فالميكي المبكرة ونشأته، كقاطع طُرق مجهول اعتاد سرقة الناس ثم قتلهم. كما ذكرته روايات ونصوص أخرى باسم فاليا مييت (Valya Meet). كانت سرقة المَارة هي المصدر الوحيد لجني المال ووسيلته الوحيدة لكسب قوته وعيشه.

## كيف أصبح فالميكي الشهير
في يوم من الأيام، مر الشاعر الحكيم نارادا (Narada) موني بجانب راتناكارا، حاول راتناكارا سرقته وطلب منه إعطاءه كل شئ يملكه حتى ملابسه وحذائه. أخبره ناراداميلي بأنه أيضًا يُعد جزءًا من الخطيئة التي يرتكبها وطلب منه الذهاب إلى عائلته ويسألهم السؤال نفسه. قيد راتناكارا نارادا في جذع شجرة حتى يتأكد من أنه لن يهرب حتى عودته. عندما سأل راتناكارا والديه إذا كانوا معه في الخطيئة التي ارتكبها، جاوبوه قائلين أن وظيفته الأولى هي رعايتهم والاهتمام بهم ولا شأن لهم فيما يخص خطاياه، وأنه الوحيد المسئول عن ذنوبه. وقالت زوجته الشئ ذاته. ومن ثم عاد راتناكارا إلى ناراد موني وسقط عند قدميه وأخبره أنه وحده المسئول عن خطاياه وطلب منه المساعدة كي يتخلص من الذنوب التي ارتكبها. أخبره نارادا أن تكرار اسم راما سيساعده على ذلك. وبعد مغادرة نارادا دخل راتناكارا في رحلة اعتكاف وتكفير طويلة وعميقة وهو يردد اسم راما. وسرعان ما بدأ في ارتداء عمامة حول رأسه تشبه كثيب النمل. وبعد رحلة التكفير عن خطاياه الطويلة، ظهر له نور إلهي وأخبره أنه تحرر أخيرًا من ذنوبه وتخلص من خطاياه ومنذ تلك اللحظة وهو يُعرف باسم فالميكي (تعني فالميكي «الشخص الجالس على كثيب النمل» باللغة السنسكريتية).

## مؤلف الملحمة الشعرية رامايانا

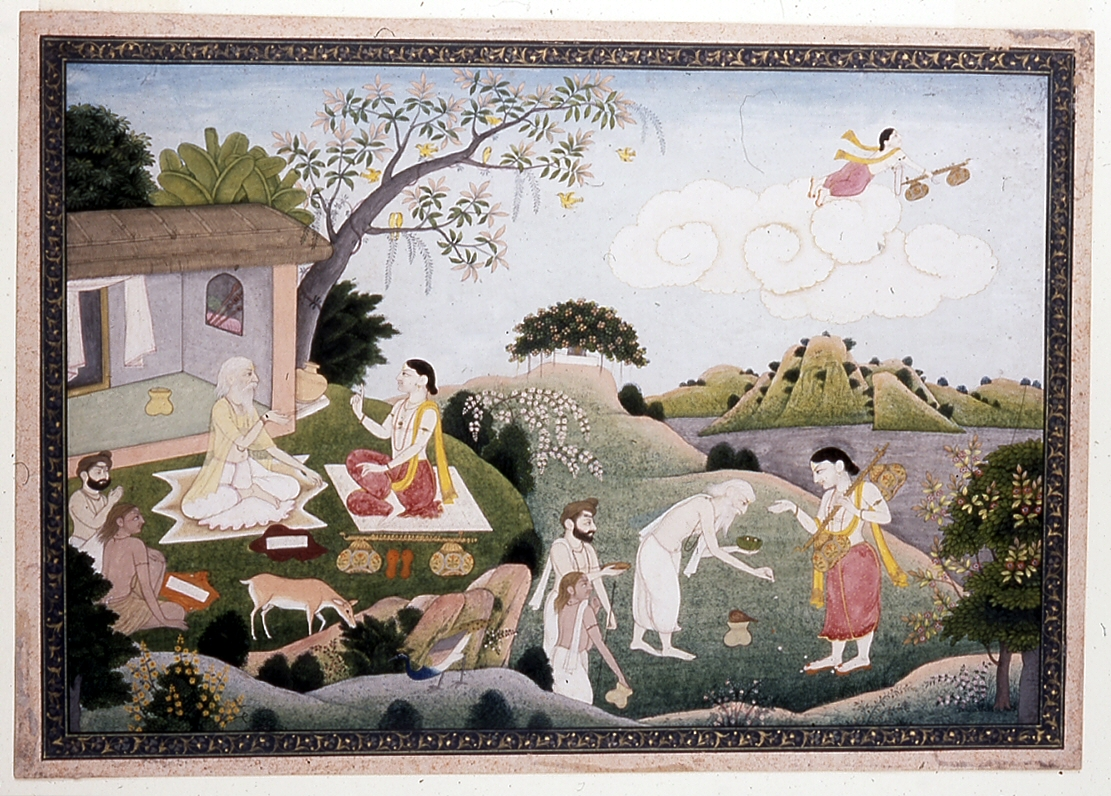
الحكيم الشاب نارادا في صومعة فالميكي ذي اللحية البيضاء

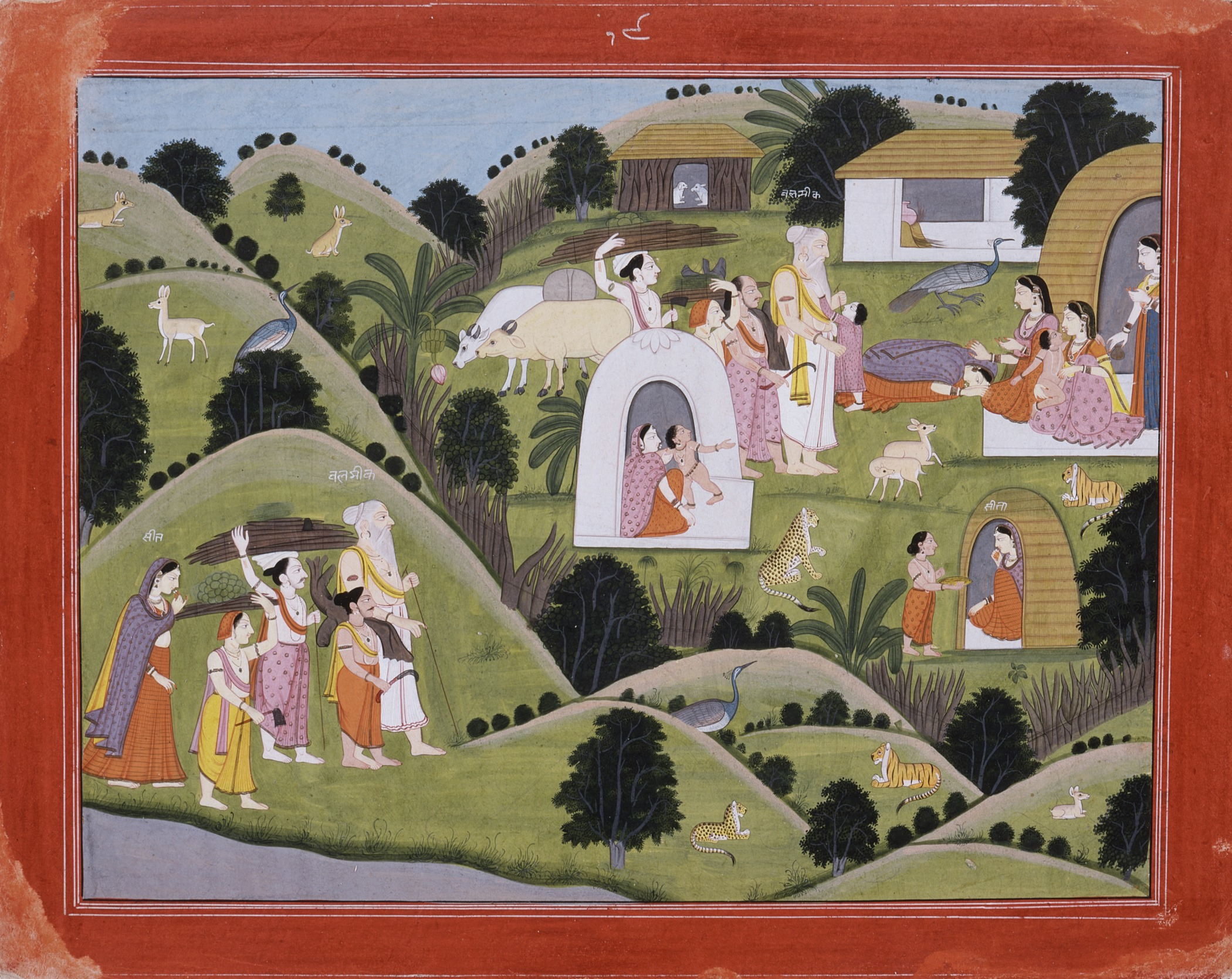
سيتا في صومعة فالميكي

تتألف رامايانا Rāmāyaṇa ملحمة فالميكي الشعرية، من أربعة وعشرين ألف بيت مزدوج، في سبعة فصول (يزعم البعض بأنهم ستة فصول فقط دون الخاتمة) (kāṇḍas). تصف الملحمة قصة البطل الأسطوري راما (Rama) من مدينة أيوديا (Ayodhya)، واختطاف زوجته سيتا (Sita) من قبل المُنتمي لقبيلة (راكشا) Rākshasa حاكم مملكة لانكا (Lanka) الشيطان رافنا (Ravana). يتراوح تاريخ كتابة فالميكي للملحمة الشعرية رامايانا بين 500 عام إلى 100 عام قبل الميلاد وهو تقريبًا نفس الوقت الذي كُتبت فيه الصيغ الأولى من الملحمة الشعرية مهابهاراتا (Mahabhārata). كما أن شأنها شأن العديد من القصائد الملحمية التقليدية، حيث تكونت عبر قرون طويلة وعمليات من المراجعة والإضافة فأصبح من المستحيل معرفة تاريخ كتاباتها بالتحديد.
على الرغم مما سبق ذكره، عندما تُذكر ملحمة راما يُذكر فالميكي باعتباره مؤلفها الرئيسي لأنها صيغت صياغة نهائية على يده. التقى راما فالميكي عندما كان منفيًا ودار حوار بينهما. عاشت سيتا تحت رعاية الناسك فالميكي، وفي صومعته رزقت بابنين توأمين؛ كوشا (Kusa) ولافا (Lava). تتلمذ كلٍ من كوشا ولافا على يد فالميكي حيث قص عليهم ملحمة رامايانا ثم لاحقًا روا التوأمان القصيدة أثناء إقامة طقس التضحية بحصان، لتسلية الحضور ومِن ثَمّ دعاهم الحاكم راما إلى قصره الملكي. ومرة ثانية روى الطفلين قصة راما هناك، وأكد راما أن كل ما تغنى به هذان الطفلان صحيحًا.

## الشلوكا الأولى
كان فالميكي في طريقه إلى نهر الغانج من أجل الاغتسال والوضوء اليومي. وكان برفقته تلميذه الذي يُعرف باسم بآرآدوجي (Bharadwaja) حاملاً ملابسه. وفي الطريق مروا بجانب ينبوع نهر تاماسا (Tamasa). نظر فالميكي بإتجاه الجدول، وقال لتلميذه، «انظر إلى صفاء الماء مثل ذهن الرجل الصالح! سوف اغتسل هنا اليوم.» خلال بحثه عن بقعة مناسبة لينزل منها إلى الينبوع، رأى طائرا كركي (Crane) يتزاوجا وشعر بسعادة بالغة عند رؤية الزوجين السعيدين. وفجأة، أُصيب الذكر بسهم ومات على الفور. ملأ الحزن قرينته وصرخت صرخة ألم وماتت من الصدمة. وذاب قلب فالميكي حزنًا عند رؤيته لهذه الحادثة المؤلمة. ونظر حوله ليكتشف قاتل الطائر. فرأى على مسافة قريبة صيادًا برفقة قوسه وسهامه. ظهر الغضب على وجهه. وصاح قائلاً الكلمات التالية:
मां निषाद प्रतिष्ठां त्वमगमः शाश्वतीः समाः।
यत्क्रौंचमिथुनादेकम् अवधीः काममोहितम्॥'
mā niṣāda pratiṣṭhāṁ tvamagamaḥ śāśvatīḥ samāḥ
yat krauñcamithunādekam avadhīḥ kāmamohitam
لن تجد الراحة مطلقًا في سنوات حياتك الأبدية الطويلة
لقتلك طائرا الحب والطمأنينة
ومن هنا صيغت أول شلوكا في تاريخ الأدب السنسكريتي وكان تكوينها تلقائيًا عفويًا منبثقًا من جوف حزنه وغضبه. لاحقًا أكمل فالميكي باقي الملحمة، مع حصوله على مباركة براهما (Brahma)، وصاغها على نفس وزن الأبيات السابقة التي تم اعتبارها كأول شلوكا. ومن ثم تم اعتبار هذه الشلوكا «أول شلوكا» śloka في الأدب الهندوسي (Hindu). وفالميكي أول شاعر، أو آدى كافي (Adi Kavi)، وملحمة رامايانا، أول قافية (kavya).
أول من تعلم ملحمة رامايانا على يد فالميكي هما طفلي راما (Rama) كوشا ولافا.

## العطلة الرسمية التي تم تحديدها تكريمًا لذكراه
قررت الحكومة الهندية بأن يكون يوم 29 أكتوبر من كل عام عطلة رسمية في جميع أنحاء البلاد.